# Anna xứ Tirol
Anna xứ Tirol (tiếng Đức: Anna von Tirol; tiếng Anh: Anna of Tyrol; 4 tháng 10 năm 1585 – 14 tháng 12 năm 1618), là Đại vương công phu nhân Áo, và cũng là Hoàng hậu La Mã Thần Thánh qua cuộc hôn nhân với Matthias, Hoàng đế La Mã Thần thánh từ ngày 13 tháng 6 năm 1612 cho đến khi qua đời.
Là Hoàng hậu La Mã Thần thánh đầu tiên được trao tước hiệu kể từ giữa thế kỷ 15, Anna là người di chuyển triều đình của Đế quốc từ Praha đến Viên, nơi trở thành một trong những trung tâm văn hóa của châu Âu. Là người ủng hộ Phong trào Phản cải cách, Anna có ảnh hưởng lớn đến chồng là Matthias, người đã cùng xây nên Hầm mộ Hoàng gia, nơi chôn cất của triều đại Habsburg.

## Thiếu thời
Anna sinh ra tại Innsbruck vào ngày 4 tháng 10 năm 1585 là con gái thứ ba và cũng là con út của Ferdinand II, Đại vương công Ngoại Áo, Bá tước xứ Tirol, và người vợ thứ hai là Anna Caterina Gonzaga. Anna có hai người chị gái là Nữ Đại vương công Anna Eleonore (26 tháng 6 năm 1583 – 15 tháng 1 năm 1584) và Maria (16 tháng 6 năm 1584 – 2 tháng 3 năm 1649), người sau này trở thành nữ tu. Tất cả chị em họ đều có sức khỏe kém ngay từ khi sinh ra. Lễ rửa tội của Anna được tiến hành với sự trang trọng đặc biệt, được tổ chức bởi anh họ của Anna là Maximilian III, Đại vương công Áo và chú là Ferdinand xứ Bayern.

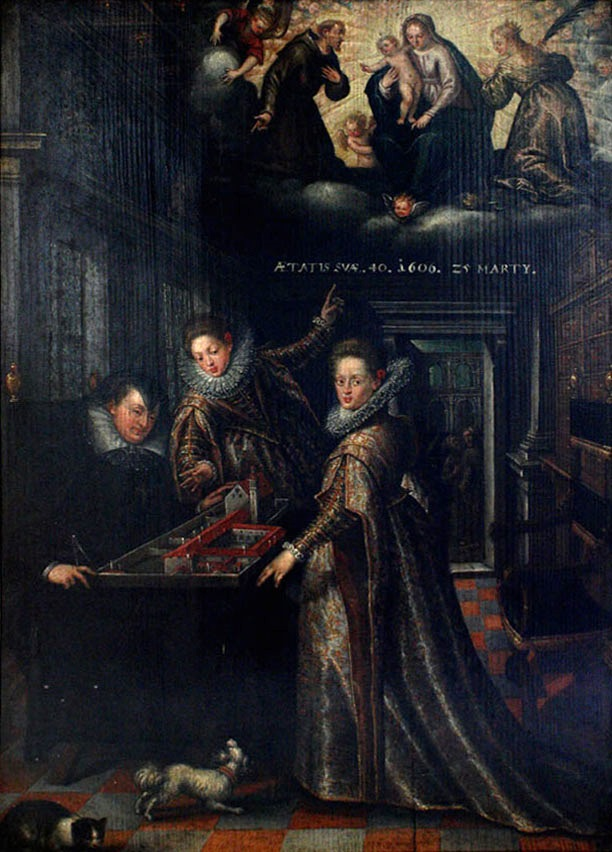
Thái Đại vương công phu nhân Anna Caterina cùng hai con gái Anna và Maria.

Anna trải qua tuổi thơ tại triều đình Innsbruck, nơi nhờ cha mẹ bà mà trở thành trung tâm của nền văn hóa Phục Hưng. Anna sống tại Lâu đài Ambras, Cung điện Hofburg và Ruelyust. Để bảo vệ sức khỏe của con gái, sau năm 1590, Anna Caterina đã sử dụng cuốn sách dạy nấu ăn riêng. Vào tháng 1 năm 1595, Anna mất cha, và người mẹ góa của bà đã nỗ lực hết sức để cho các con gái của mình được học hành tử tế. Sau đó, Anna phát hiện ra tài năng âm nhạc khác thường của mình, bà được tặng một cây đàn clavichord (một nhạc cụ hiếm và đắt tiền) và được thuê một giáo viên. Tình yêu âm nhạc vẫn luôn ở trong Anna suốt cuộc đời.
Anna được nuôi dưỡng trong môi trường Công giáo nghiêm ngặt. Ngay cả khi là Hoàng hậu La Mã Thần thánh, khi Anna tin rằng mình đã phạm tội, bà tự đánh roi để giày vò bản thân. Anna Caterina thường xuyên hành hương, nhưng không đưa các con gái đi cùng vì sức khỏe của họ không cho phép. Năm 1606, Anna Caterina quyết định thành lập một tu viện tại Innsbruck dành cho các Nữ tu của Đức Mẹ, Dòng Nữ tu Đức Mẹ thứ ba mà bà là thành viên, và sau khi sắp xếp cuộc hôn nhân cho cô con gái út, Anna Caterina đã tuyên khấn tu sĩ, với một cái tên mới là Anna Giuliana. Maria, chị gái của Anna, noi gương mẹ và cũng thọ giới trong cùng một tu viện dưới tên cũ của mẹ mình.

## Hoàng hậu La Mã thần thánh
Khi đến tuổi trưởng thành, Anna bắt đầu nhận được lời cầu hôn. Đề xuất đầu tiên được đưa ra vào năm 1603 bởi Zygmunt III của Ba Lan (lúc đó đã góa vợ), nhưng Hoàng đế Rudolf II đã không chấp thuận. Sau đó, hoàng đế bày tỏ ý định cưới Anna và cử họa sĩ triều đình đến Innsbruck để vẽ chân dung cô dâu tương lai. Khi hoàng đế thể hiện sự quan tâm của mình đến Anna, mẹ bà đã ngừng nhận bất kỳ lời cầu hôn nào khác cho con gái mình, nhưng chẳng bao lâu sau, Rudolf II đã rút lại lời cầu hôn đó. Em trai của hoàng đế là Đại vương công Matthias cũng bắt đầu theo đuổi Anna, và một thời gian sau, Rudolf II đã cho phép em trai mình kết hôn với vị hôn thê cũ.

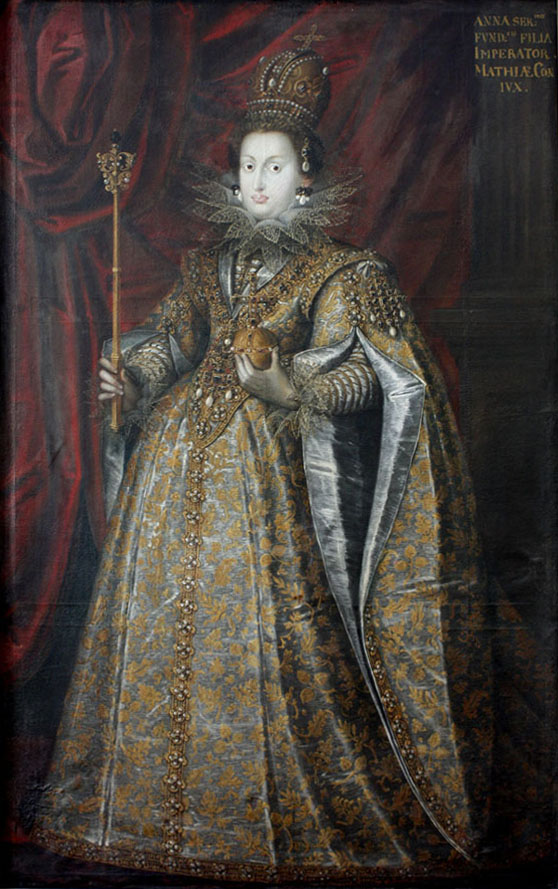
Anna là Hoàng hậu của Đế chế La Mã Thần thánh.

Anna và Matthias (lúc đó là Vua của Hungary và Bohemia) kết hôn vào ngày 4 tháng 12 năm 1611 tại Viên tại Nhà thờ Dòng Augustinô. Cô dâu và chú rể là anh em họ, khi cha của Matthias là Hoàng đế Maximilian II là anh trai của cha Anna, Đại vương công Ferdinand II. Matthias, mặc dù đã ngoài năm mươi, vẫn hy vọng có thể sinh con nối dõi với người vợ 26 tuổi của mình. Bốn năm sau, khi Anna trở nên hơi mập mạp, tin đồn bắt đầu lan truyền trong triều đình rằng cuối cùng Đại vương công phu nhân đã mang thai. Nhưng chẳng bao lâu sau, các cận thần bắt đầu nói đùa rằng sự béo phì của Anna không liên quan đến việc mang thai mà là do bà ăn rất ngon miệng. Cuối cùng, cuộc hôn nhân của Anna không sinh ra được người con nào.
Ngày 21 tháng 5 năm 1612, Matthias được bầu để trở thành Vua Đức và Hoàng đế La Mã Thần thánh. Anna lên ngôi Hoàng hậu La Mã Thần thánh và Vương hậu Đức tại Frankfurt vào ngày 15 tháng 6 năm 1612, hai ngày sau khi Matthias tái lập truyền thống đăng quang của vợ hoàng đế. Anna là hoàng hậu đầu tiên được trao vương miện kể từ Leonor của Bồ Đào Nha. Anna cũng được trao tước hiệu Vương hậu Hungary vào ngày 25 tháng 3 năm 1613 tại Pressburg và Vương hậu Bohemia vào ngày 10 tháng 1 năm 1616 tại Praha.
Được gọi là "Hoàng hậu tốt bụng và nhân hậu", Anna có ảnh hưởng rất lớn đến chồng mình, cùng với tình nhân của ông là Susana Wachter. Những người đương thời gọi cả hai vợ chồng hoàng đế là "Cặp đôi lao động" (tiếng Đức: Arbeitspaar). Theo yêu cầu của vợ, Matthias đã chuyển triều đình Đế quốc từ Praha đến Viên, và chẳng bao lâu sau, nhờ vào nỗ lực chung của hai vợ chồng, triều đình mới đã trở thành một trong những trung tâm văn hóa châu Âu. Hoàng hậu Anna cũng nổi tiếng vì sự bảo vệ đặc biệt mà bà dành cho thần dân Tirol, và sắp xếp cho họ những vị trí khác nhau tại triều đình. Là một người Công giáo ngoan đạo, Anna từ chối nói chuyện hoặc giao lưu với các cận thần theo đạo Tin lành. Giống như mẹ mình, Anna cũng sưu tầm thánh tích, đặc biệt là từ các nhà khổ hạnh, và ngoài ra bà còn bảo trợ cho dòng Capuchin và sau đó đóng vai trò quan trọng trong Phong trào Phản Cải cách ở Áo. Vì lòng trung thành của Anna với Giáo hội Công giáo La Mã, Giáo hoàng Phaolô V đã trao tặng cho Hoàng hậu Bông hồng vàng.

## Cuối đời và cái chết
Năm 1617, Anna và Matthias thành lập Nhà thờ Capuchin tại Viên. Vào ngày 10 tháng 11 năm 1618 việc xây dựng lăng mộ của hai người bắt đầu. Anna qua đời một tháng sau khi công trình bắt đầu, vào ngày 14 tháng 12 năm 1618 ở tuổi 33, và Hoàng đế Matthias qua đời chỉ ba tháng sau đó, vào ngày 20 tháng 3 năm 1619. Cả hai vợ chồng hoàng đế đều được chôn cất tạm thời tại tu viện Dòng Chị Em Thanh Bần của hoàng gia nằm tại Viên. Chỉ sau khi hoàn thành việc xây dựng công trình, được tiếp tục bởi em họ và người kế vị là Hoàng đế Ferdinand II vào năm 1633, quan tài của Matthias và Anna mới được chuyển vào lăng mộ, được gọi là Hầm mộ Hoàng gia. Chỉ đến thời Hoàng đế Ferdinand III, Hầm mộ Hoàng gia mới trở thành nơi chôn cất của vương triều Habsburg.

## Phả hệ
| \| \| \| \| \| \| \| \| \| \| \| \| \| \| \| \| \| \| \| \| 8. Felipe I của Castilla \| \| \| \| \| \| \| \| \| \| \| \| \| \| \| \| \| \| \| \| \| \| \| \| \| \| \| \| \| \| \| \| \| \| \| \| \| \| \| \| \| \| \| \| \| \| \| \| \| \| \| \| \| \| 4. Ferdinand I của Thánh chế La Mã (=14) \| \| \| \| \| \| \| \| \| \| \| \| \| \| \| \| \| \| \| \| \| \| \| \| \| \| \| \| \| \| \| \| \| \| \| \| \| \| \| \| \| \| \| \| \| \| \| \| \| \| \| \| \| \| 9. Juana I của Castilla \| \| \| \| \| \| \| \| \| \| \| \| \| \| \| \| \| \| \| \| \| \| \| \| \| \| \| \| \| \| \| \| \| \| \| \| \| \| \| \| \| \| \| \| \| \| \| \| \| \| \| \| \| \| 2. Ferdinand II của Ngoại Áo \| \| \| \| \| \| \| \| \| \| \| \| \| \| \| \| \| \| \| \| \| \| \| \| \| \| \| \| \| \| \| \| \| \| \| \| \| \| \| \| \| \| \| \| \| \| \| \| \| \| \| \| \| \| 10. Ulászló II của Bohemia và Hungary \| \| \| \| \| \| \| \| \| \| \| \| \| \| \| \| \| \| \| \| \| \| \| \| \| \| \| \| \| \| \| \| \| \| \| \| \| \| \| \| \| \| \| \| \| \| \| \| \| \| \| \| \| \| 5. Anna của Bohemia và Hungary (=15) \| \| \| \| \| \| \| \| \| \| \| \| \| \| \| \| \| \| \| \| \| \| \| \| \| \| \| \| \| \| \| \| \| \| \| \| \| \| \| \| \| \| \| \| \| \| \| \| \| \| \| \| \| \| 11. Anne xứ Foix-Candale \| \| \| \| \| \| \| \| \| \| \| \| \| \| \| \| \| \| \| \| \| \| \| \| \| \| \| \| \| \| \| \| \| \| \| \| \| \| \| \| \| \| \| \| \| \| \| \| \| \| \| \| \| \| 1. Anna xứ Tirol \| \| \| \| \| \| \| \| \| \| \| \| \| \| \| \| \| \| \| \| \| \| \| \| \| \| \| \| \| \| \| \| \| \| \| \| \| \| \| \| \| \| \| \| \| \| \| \| \| \| \| \| \| \| 12. Federico II Gonzaga xứ Mantova \| \| \| \| \| \| \| \| \| \| \| \| \| \| \| \| \| \| \| \| \| \| \| \| \| \| \| \| \| \| \| \| \| \| \| \| \| \| \| \| \| \| \| \| \| \| \| \| \| \| \| \| \| \| 6. Guglielmo Gonzaga xứ Mantova \| \| \| \| \| \| \| \| \| \| \| \| \| \| \| \| \| \| \| \| \| \| \| \| \| \| \| \| \| \| \| \| \| \| \| \| \| \| \| \| \| \| \| \| \| \| \| \| \| \| \| \| \| \| 13. Margherita Paleologa \| \| \| \| \| \| \| \| \| \| \| \| \| \| \| \| \| \| \| \| \| \| \| \| \| \| \| \| \| \| \| \| \| \| \| \| \| \| \| \| \| \| \| \| \| \| \| \| \| \| \| \| \| \| 3. Anna Giuliana Gonzaga \| \| \| \| \| \| \| \| \| \| \| \| \| \| \| \| \| \| \| \| \| \| \| \| \| \| \| \| \| \| \| \| \| \| \| \| \| \| \| \| \| \| \| \| \| \| \| \| \| \| \| \| \| \| 14. Ferdinand I của Thánh chế La Mã (=4) \| \| \| \| \| \| \| \| \| \| \| \| \| \| \| \| \| \| \| \| \| \| \| \| \| \| \| \| \| \| \| \| \| \| \| \| \| \| \| \| \| \| \| \| \| \| \| \| \| \| \| \| \| \| 7. Eleonore của Áo \| \| \| \| \| \| \| \| \| \| \| \| \| \| \| \| \| \| \| \| \| \| \| \| \| \| \| \| \| \| \| \| \| \| \| \| \| \| \| \| \| \| \| \| \| \| \| \| \| \| \| \| \| \| 15. Anna của Bohemia và Hungary (=5) \| \| \| \| \| \| \| \| \| \| \| \| \| \| \| \| \| \| \| \| \| \| \| \| \| \| \| \| \| \| \| \| \| \| \| \| \| \| \| \| \| \| \| \| \| \| \| \| \| \| \| \| |                                          |  |  |  |  |  |  |  |  |  |  |  |  |  |  |  |
| |                                          |  |  |  |  |  |  |  |  |  |  |  |  |  |  |  |
| | 8. Felipe I của Castilla                 |  |  |  |  |  |  |  |  |  |  |  |  |  |  |  |
| |                                          |  |  |  |  |  |  |  |  |  |  |  |  |  |  |  |
| |                                          |  |  |  |  |  |  |  |  |  |  |  |  |  |  |  |
| | 4. Ferdinand I của Thánh chế La Mã (=14) |  |  |  |  |  |  |  |  |  |  |  |  |  |  |  |
| |                                          |  |  |  |  |  |  |  |  |  |  |  |  |  |  |  |
| |                                          |  |  |  |  |  |  |  |  |  |  |  |  |  |  |  |
| | 9. Juana I của Castilla                  |  |  |  |  |  |  |  |  |  |  |  |  |  |  |  |
| |                                          |  |  |  |  |  |  |  |  |  |  |  |  |  |  |  |
| |                                          |  |  |  |  |  |  |  |  |  |  |  |  |  |  |  |
| | 2. Ferdinand II của Ngoại Áo             |  |  |  |  |  |  |  |  |  |  |  |  |  |  |  |
| |                                          |  |  |  |  |  |  |  |  |  |  |  |  |  |  |  |
| |                                          |  |  |  |  |  |  |  |  |  |  |  |  |  |  |  |
| | 10. Ulászló II của Bohemia và Hungary    |  |  |  |  |  |  |  |  |  |  |  |  |  |  |  |
| |                                          |  |  |  |  |  |  |  |  |  |  |  |  |  |  |  |
| |                                          |  |  |  |  |  |  |  |  |  |  |  |  |  |  |  |
| | 5. Anna của Bohemia và Hungary (=15)     |  |  |  |  |  |  |  |  |  |  |  |  |  |  |  |
| |                                          |  |  |  |  |  |  |  |  |  |  |  |  |  |  |  |
| |                                          |  |  |  |  |  |  |  |  |  |  |  |  |  |  |  |
| | 11. Anne xứ Foix-Candale                 |  |  |  |  |  |  |  |  |  |  |  |  |  |  |  |
| |                                          |  |  |  |  |  |  |  |  |  |  |  |  |  |  |  |
| |                                          |  |  |  |  |  |  |  |  |  |  |  |  |  |  |  |
| | 1. Anna xứ Tirol                         |  |  |  |  |  |  |  |  |  |  |  |  |  |  |  |
| |                                          |  |  |  |  |  |  |  |  |  |  |  |  |  |  |  |
| |                                          |  |  |  |  |  |  |  |  |  |  |  |  |  |  |  |
| | 12. Federico II Gonzaga xứ Mantova       |  |  |  |  |  |  |  |  |  |  |  |  |  |  |  |
| |                                          |  |  |  |  |  |  |  |  |  |  |  |  |  |  |  |
| |                                          |  |  |  |  |  |  |  |  |  |  |  |  |  |  |  |
| | 6. Guglielmo Gonzaga xứ Mantova          |  |  |  |  |  |  |  |  |  |  |  |  |  |  |  |
| |                                          |  |  |  |  |  |  |  |  |  |  |  |  |  |  |  |
| |                                          |  |  |  |  |  |  |  |  |  |  |  |  |  |  |  |
| | 13. Margherita Paleologa                 |  |  |  |  |  |  |  |  |  |  |  |  |  |  |  |
| |                                          |  |  |  |  |  |  |  |  |  |  |  |  |  |  |  |
| |                                          |  |  |  |  |  |  |  |  |  |  |  |  |  |  |  |
| | 3. Anna Giuliana Gonzaga                 |  |  |  |  |  |  |  |  |  |  |  |  |  |  |  |
| |                                          |  |  |  |  |  |  |  |  |  |  |  |  |  |  |  |
| |                                          |  |  |  |  |  |  |  |  |  |  |  |  |  |  |  |
| | 14. Ferdinand I của Thánh chế La Mã (=4) |  |  |  |  |  |  |  |  |  |  |  |  |  |  |  |
| |                                          |  |  |  |  |  |  |  |  |  |  |  |  |  |  |  |
| |                                          |  |  |  |  |  |  |  |  |  |  |  |  |  |  |  |
| | 7. Eleonore của Áo                       |  |  |  |  |  |  |  |  |  |  |  |  |  |  |  |
| |                                          |  |  |  |  |  |  |  |  |  |  |  |  |  |  |  |
| |                                          |  |  |  |  |  |  |  |  |  |  |  |  |  |  |  |
| | 15. Anna của Bohemia và Hungary (=5)     |  |  |  |  |  |  |  |  |  |  |  |  |  |  |  |
| |                                          |  |  |  |  |  |  |  |  |  |  |  |  |  |  |  |
| |                                          |  |  |  |  |  |  |  |  |  |  |  |  |  |  |  |